# Zdánlivě nekonečný příběh
Zdánlivě nekonečný příběh (v anglickém originále The Seemingly Never-Ending Story) je 13. díl 17. řady (celkem 369.) amerického animovaného seriálu Simpsonovi. Scénář napsal Ian Maxtone-Graham a díl režíroval Raymond S. Persi. V USA měl premiéru dne 12. března 2006 na stanici Fox Broadcasting Company a v Česku byl poprvé vysílán 17. února 2008 na stanici ČT2.

## Děj
Při návštěvě jeskyně Homer rozbije velmi křehký krápník a způsobí, že se rodina propadne hluboko do jeskyně. Homer uvízne visící hlavou dolů v úzkém otvoru, a zatímco se Marge a Bart snaží najít cestu ven, Líza mu vypráví příběh na ukrácení času. 
V Lízině příběhu na ni začne útočit ovce. Uteče do nejbližšího úkrytu, domu pana Burnse, a oba se schovají na půdě, kde Líza najde fotografii, na které je Burns jako zaměstnanec Vočkovy hospody, a on jí prozradí její původ. Vysvětlí jí, že se s bohatým Texasanem kdysi vsadili, přičemž vítěz získal veškerý majetek poraženého. Burnsovi se podařilo získat všechny předměty sázky kromě jednoho: své fotografie s usmívajícím se dítětem. Texasan vyhrál a Burns si musel najít práci U Vočka, aby získal zpět svůj majetek. Při práci najde Vočkův dopis o jeho tajném pokladu. 
V létě, předtím, než měla Edna Krabappelová začít učit, se s Vočkem seznámili a zamilovali se do sebe. Vočko s ní chtěl odjet ze Springfieldu, ale neměl peníze, pouze pro Haďáka, tehdy zdvořilého idealistického archeologa, přivezl velké množství zlatých mincí, které hodlal věnovat muzeu. Vočko je Haďákovi ukradl, což ho přivedlo k tomu, že začal žít zločinným životem. Než se Vočko s Ednou chystají odejít, zastaví se Edna ve Springfieldské základní škole a najde Barta, který je přes léto po škole a tvrdí, že ve škole zlobí, protože mu nikdo nevěří. Edna řekne Vočkovi, že zůstane ve Springfieldu, aby pomohla Bartovi uspět. V jeskyni Bart vysvětlí, že lhal, aby odvedl Ednu a pomohl Nelsonovi ukrást vybavení třídy. 
Vočko propadl depresi a za své mince si opakovaně pouštěl hudbu, kterou měl s Ednou rád, na jukeboxu v hospodě. Po přečtení dopisu si Burns vzal mince z jukeboxu a vykoupil od Texasana jeho majetek; ten mu vyhoví, ale odmítá vrátit jadernou elektrárnu. Ovce vtrhne na půdu a Burns se při obraně Lízy zraní. Ovce ukáže, že našla Lízin perlový náhrdelník a pouze se ho snažila vrátit. Líza si z vděčnosti pořídí společnou fotografii s Burnsem, a umožní mu tak získat elektrárnu zpět od Texasana. 
Po Lízině vyprávění se Homer z díry osvobodí. Prozradí, že viděl, jak Texasan ukryl zlaté mince v jeskyni, a přivedl tam rodinu, aby je ukradla. V tu chvíli se objeví Texasan a zlato je nalezeno. Dále se objeví i Vočko, Burns a Haďák a pustí se do mexické přestřelky. Když Marge popadne pytel s mincemi a hodí ho do propasti, všichni si uvědomí, jak byli chamtiví, a poděkují jí, že se zlata zbavila. 
V epizodě se ukáže, že jde o příběh Barta, který mluví s ředitelem Skinnerem o tom, proč se nemohl učit na test. Skinner tomu nevěří, dokud neuvidí Ednu, jak se před školou líbá s Vočkem. Když se Vočko zeptá Edny, proč mu odpustila, odpoví, že „prostě chce muže se zdravým libidem“. Vočko není schopen toto přání splnit a Texasan zajásá: „Vočko si neodfrkne!“.

## Přijetí
Timothy Sexton z Yahoo.com uvedl, že Zdánlivě nekonečný příběh byl „inovativní“ a „představoval takový druh složitého vývoje, který se v seriálech jako Přátelé, Will a Grace, Ally McBealová nebo Raymonda má každý rád nevyskytuje“. Sexton poznamenal, že každý z těchto seriálů získal cenu Emmy za nejlepší komedii v roce, kdy se Simpsonovi vysílali, ale ti nebyli ani nominováni. Server Screen Rant díl označil za nejlepší epizodu 17. řady.
V roce 2006 epizoda získala cenu Primetime Emmy za vynikající animovaný pořad (za pořad kratší než jedna hodina). Epizoda porazila díl Městečka South Park Uvězněný v komoře, v níž je satirizován Tom Cruise a scientologie.